# Atergatis
Genre
Atergatis est un genre de crabes de la famille des Xanthidae. 

## Liste d'espèces
Selon World Register of Marine Species (15 janvier 2017) :
- Atergatis asperimanus White, 1848
- Atergatis dentatus De Haan, 1835
- Atergatis dilatatus De Haan, 1835
- Atergatis floridus (Linnaeus, 1767)
- Atergatis granulatus de Man, 1889
- Atergatis integerrimus (Lamarck, 1818)
- Atergatis interruptus Takeda & Marumura, 1997
- Atergatis laevigatus A. Milne-Edwards, 1865
- Atergatis latissimus (H. Milne Edwards, 1834)
- Atergatis montrouzieri A. Milne-Edwards, 1873
- Atergatis nitidus A. Milne-Edwards, 1865
- Atergatis obtusus A. Milne-Edwards, 1865
- Atergatis ocyroe (Herbst, 1801)
- Atergatis reticulatus (De Haan, 1835)
- Atergatis roseus (Rüppell, 1830)
- Atergatis subdentatus (De Haan, 1835)
- Atergatis tweediei Ward, 1934

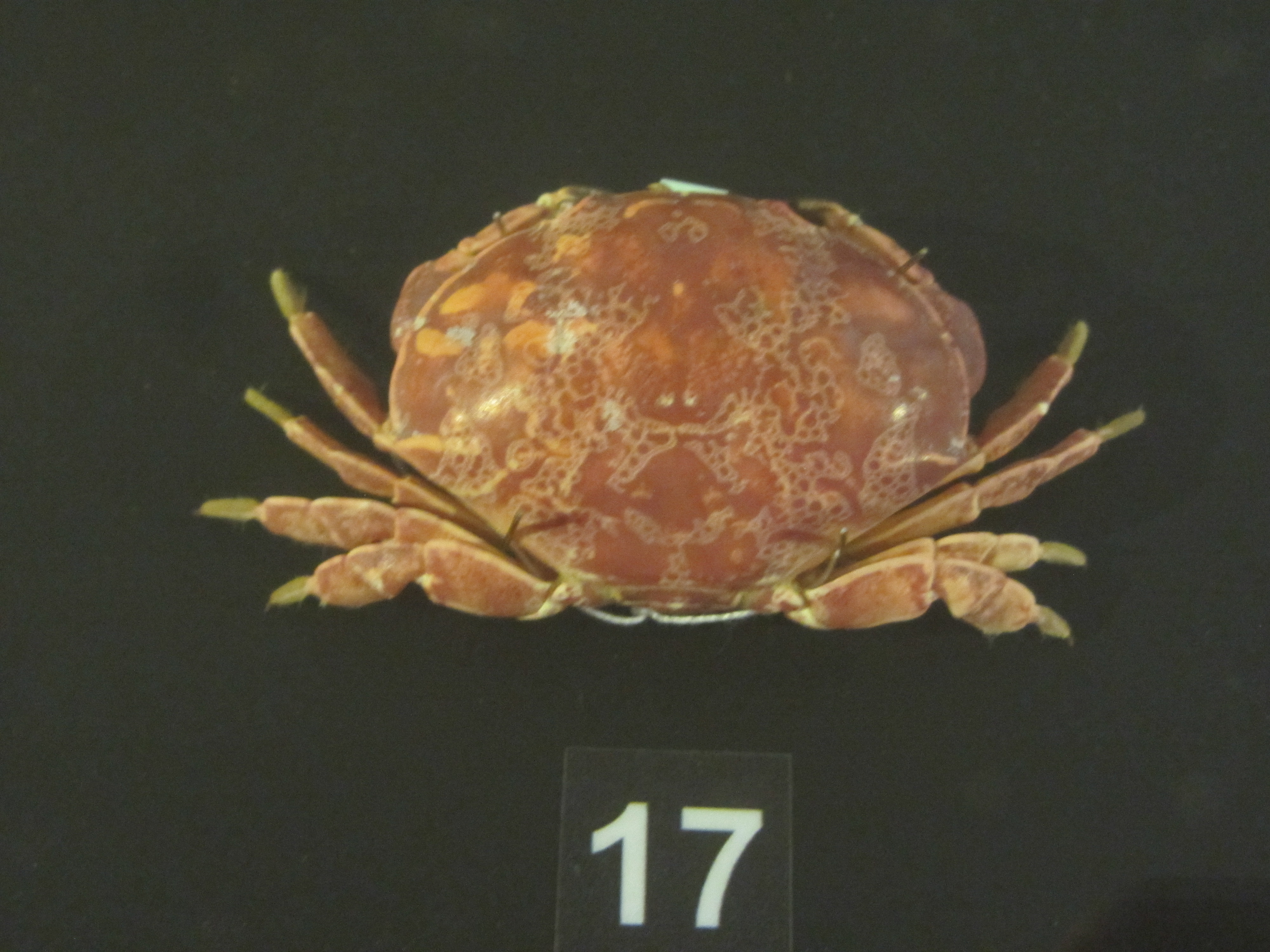
Atergatis floridus.
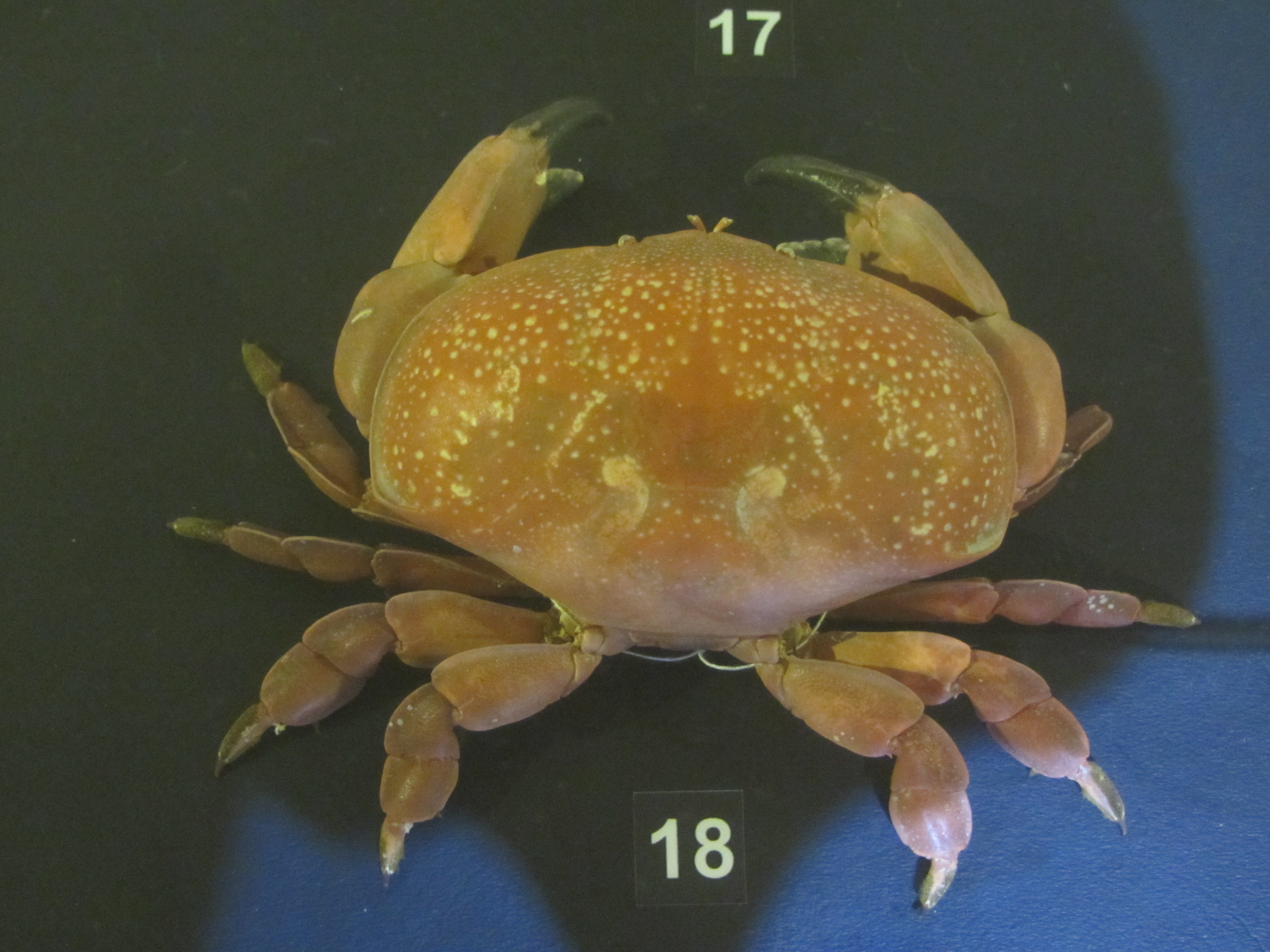
Atergatis integerrimus.
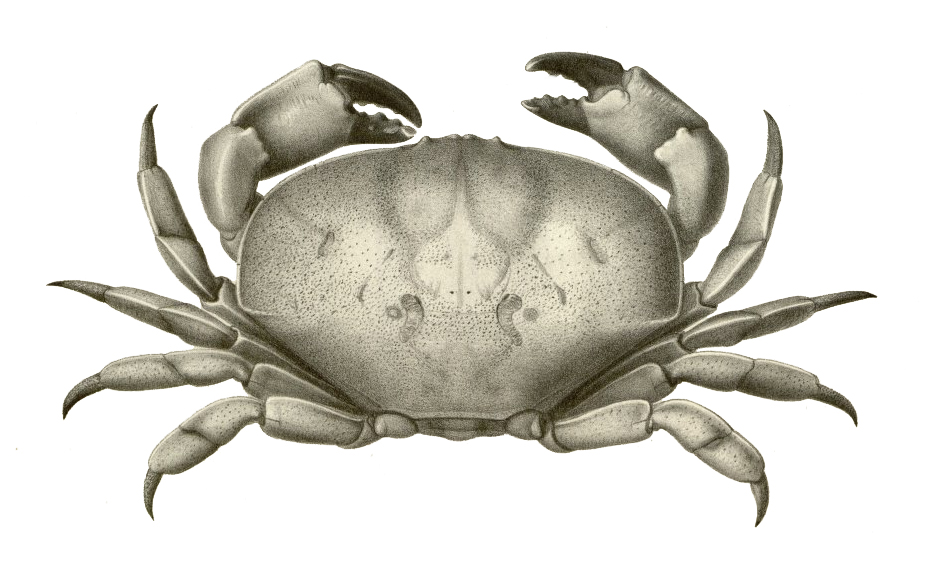
Atergatis latissimus.
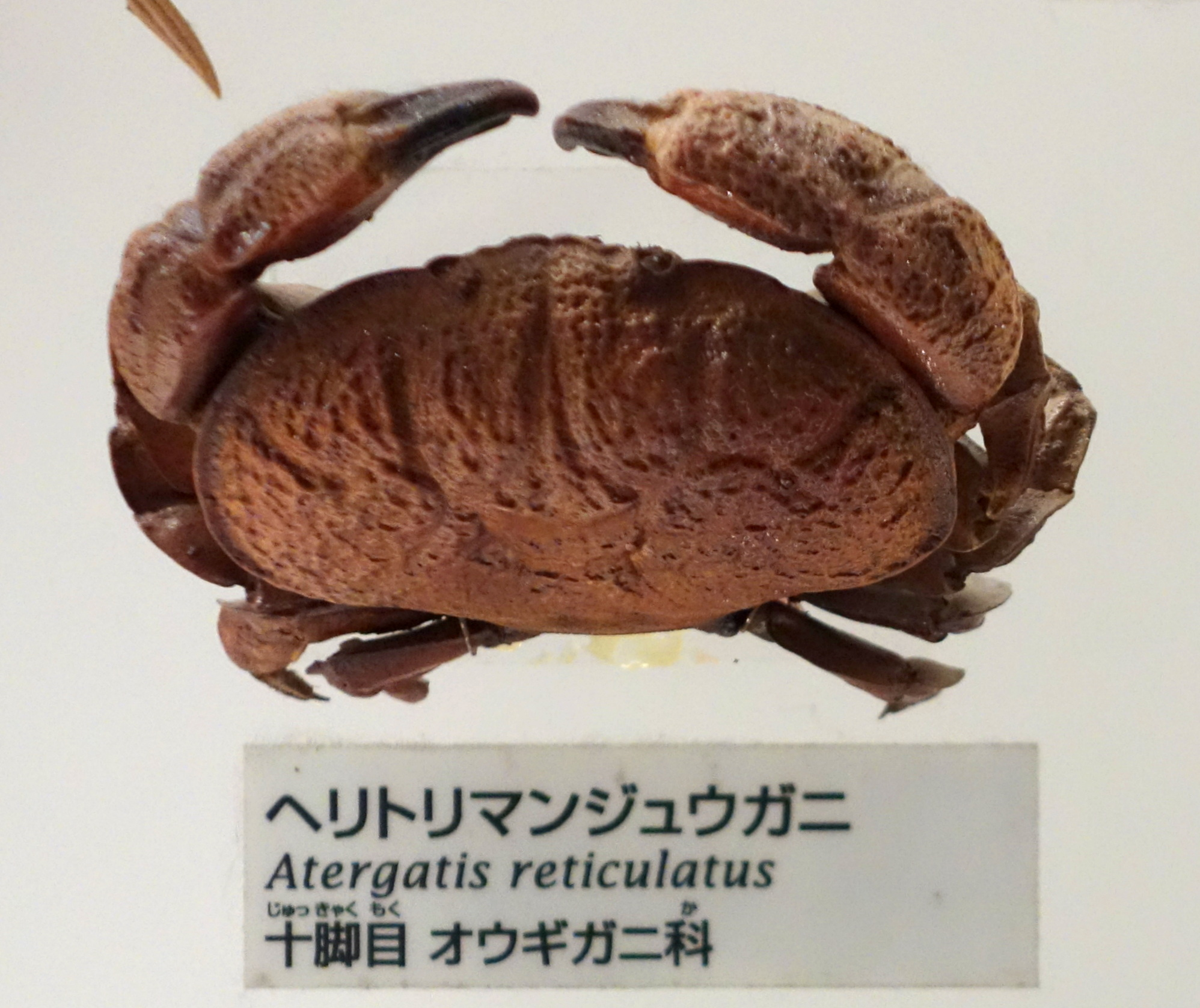
Atergatis reticulatus.
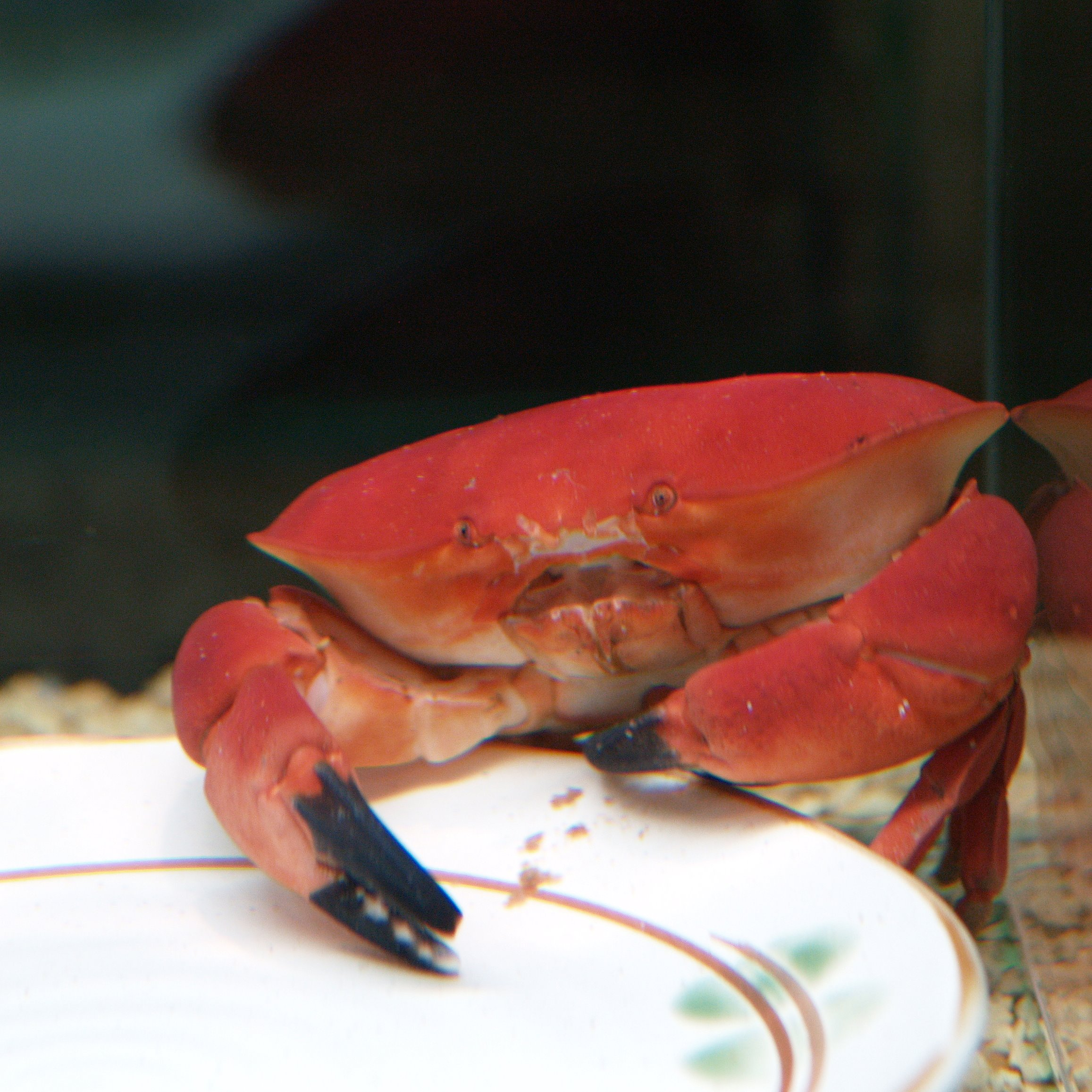
Atergatis subdentatus.